# Mankomania
Mankomania (voller Name Mankomania. Wie verjubelt man eine Million?; englisch Go For Broke!) ist ein Brettspiel, das erstmals 1985 von MB Spiele herausgegeben wurde. Ziel des Spiels ist es, das zu Beginn erhaltene Startbudget in Höhe von einer Million Dollar als Erster auszugeben. Damit stellt das Spielziel das Gegenteil von Brettspielen wie Monopoly und Spiel des Lebens dar. Eine Neuauflage des Spiels ist im Herbst 2021 bei Huch erschienen.

## Aufbau und Ablauf
Das Spielfeld ist quadratisch aufgebaut. An allen vier Seiten befinden sich nebeneinander Ereignisfelder, sodass eine Runde entsteht, die die Spielfiguren zurücklegen können. Jeder der zwei bis vier Spieler erhält zu Beginn des Spiels eine Million Dollar Spielgeld. Die Spielfiguren, vier Champagnerflaschen in unterschiedlichen Farben, starten in einer der vier Ecken des Spielfeldes. Jeder Spieler erhält ein dazu passendes Hotel, das er auf dem dafür vorgesehenen Feld aufbaut. Der startberechtigte Spieler wird durch Würfeln ermittelt; es beginnt der Spieler mit der höchsten Augenzahl. Nach dem Start bewegen die Spieler ihre Spielfiguren im Uhrzeigersinn gemäß der Augenzahlen des geworfenen Würfels die Ereignisfelder des Spielfelds entlang. Es gilt nun, möglichst die Ereignisfelder zu erreichen, die einen Verlust von Spielgeld zufolge haben, und diejenigen, die einen Geldgewinn zufolge haben, zu vermeiden.
Zusätzlich zu den einfachen Ereignisfeldern gibt es solche, die besondere Aktionen als Folge haben:
- Hotels: Landet ein Spieler auf einem der blauen Hotelfelder, hat er die Möglichkeit, dort sein Hotel aufzubauen und damit Miete von Mitspielern einzustreichen, die im Verlauf des Spiels auf seinem Hotelfeld landen.
- Lotterie: Wer auf einem der "Geh zur Lotterie"-Felder landet, geht zum Lotteriefeld und streicht den dort zuvor im Laufe des Spiels von den Mitspielern eingezahlten Dollarbetrag als Gewinn ein.
- Aktienbörse
- Pferderennen
- Casino: enthält die beiden Glücksspiele des Spielautomaten und des Roulette-Tischs
- Böse 1

Der Spieler, der als erstes seine komplette Million ausgegeben hat und damit zahlungsunfähig ist, hat gewonnen.

## Auszeichnungen
Das Spiel wurde 1988 als Årets Spil (dt. Spiel des Jahres) in der Kategorie Bestes Familienspiel ausgezeichnet, einem Preis der dänischen Spieleindustrie.